# Samad Shohzukhurov
Samad Shohzukhorov (Dusambé, Unión Soviética, 8 de febrero de 1990) es un futbolista tayiko, que juega como mediocampista en el CSKA Dushanbe de la Liga de fútbol de Tayikistán.

## Selección nacional

### Participaciones en Copas del Mundo
| Mundial                     | Sede          | Resultado        | Partidos | Goles |
| --------------------------- | ------------- | ---------------- | -------- | ----- |
| Copa Mundial Sub-17 de 2007 | Corea del Sur | Octavos de final | 4        | 1     |

## Clubes
| Club          | País       | Año    |
| ------------- | ---------- | ------ |
| CSKA Dushanbe | Tayikistán | 2007 - |